# San José Atzintlimeya
San José Atzintlimeya är en ort i Mexiko.   Den ligger i kommunen Chignahuapan och delstaten Puebla, i den sydöstra delen av landet, 110 km öster om huvudstaden Mexico City. San José Atzintlimeya ligger 2 511 meter över havet och antalet invånare är 387.
Terrängen runt San José Atzintlimeya är kuperad. Runt San José Atzintlimeya är det ganska tätbefolkat, med 54 invånare per kvadratkilometer. Närmaste större samhälle är Chignahuapan, 13,6 km nordost om San José Atzintlimeya. Trakten runt San José Atzintlimeya består till största delen av jordbruksmark.